# Wushu tại Đại hội Thể thao Đông Nam Á 2015
Wushu tại SEA Games 2015 được tổ chức tại Singapore Expo Hall 2 ở Kallang, Singapore 6-8 tháng 6 năm 2015.

## Các quốc gia tham dự
Tổng cộng có 114 vận động viên từ 11 quốc gia tham gia thi đấu wushu tại Đại hội Thể thao Đông Nam Á 2015:
- Campuchia (5)
- Singapore (17)
- Thái Lan (5)
- Indonesia (17)
- Malaysia (17)
- Myanmar (13)
- Philippines (12)
- Timor-Leste (1)
- Việt Nam (14)
- Brunei (5)
- Lào (8)

## Huy chương

### Nam
| Nội dung             | Vàng                                                       | Bạc                                                                            | Đồng                                                            |
| -------------------- | ---------------------------------------------------------- | ------------------------------------------------------------------------------ | --------------------------------------------------------------- |
| Trường quyền         | Singapore · Tưởng Vĩnh Nghị                                | Indonesia · Aldy Lukman                                                        | Việt Nam · Trần Xuân Hiệp                                       |
| Đồng đội             | Singapore · Jesse Colin Adalia · Lee Zhe Xuan · Lim Si Wei | Philippines · Norlence Ardee Catolico · John Keithley Chan · Daniel Parantac   | Brunei · Sufi Shayiran Roslan Md · Mohammad Adi Sya'Rani Roslan |
| Barehand             | Singapore · Fung Jin Jie · Tan Xiang Tian · Tay Wei Sheng  | Philippines · Spencer Bahod · Alieson Ken Omengan · Thornton Quieney Lou Sayan | Indonesia · Harris Horatius · Aldy Lukman                       |
| Nam quyền            | Indonesia · Harris Horatius                                | Việt Nam · Phạm Quốc Khánh                                                     | Myanmar · Aung Wai Phyo                                         |
| Thái cực quyền       | Singapore · Lee Tze Yuan                                   | Philippines · Daniel Parantac                                                  | Indonesia · Fredy Fredy                                         |
| Compulsory taijiquan | Malaysia · Loh Jack Chang                                  | Singapore · Tan Wei Han Samuel                                                 | Indonesia · Julius Yoga Kurniawan                               |
| Thái cực kiếm        | Philippines · Daniel Parantac                              | Malaysia · Loh Jack Chang                                                      | Indonesia · Julius Yoga Kurniawan                               |
| Đao thuật            | Việt Nam · Trần Xuân Hiệp                                  | Indonesia · Achmad Hulaefi                                                     | Việt Nam · Nguyễn Mạnh Quyền                                    |
| Côn thuật            | Indonesia · Achmad Hulaefi                                 | Việt Nam · Trần Xuân Hiệp                                                      | Singapore · Tưởng Vĩnh Nghị                                     |

### Tán thủ nam
| Nội dung | Vàng                      | Bạc                           | Đồng                                |
| -------- | ------------------------- | ----------------------------- | ----------------------------------- |
| 60 kg    | Việt Nam · Hoàng Văn Cao  | Philippines · Francisco Solis | Lào · Khamla Soukaphone             |
| 60 kg    | Việt Nam · Hoàng Văn Cao  | Philippines · Francisco Solis | Indonesia · Hendrik Tarigan         |
| 65 kg    | Việt Nam · Nguyễn Văn Tài | Myanmar · Tun Kyaw Lin        | Philippines · Clemente Jr. Tabugara |
| 65 kg    | Việt Nam · Nguyễn Văn Tài | Myanmar · Tun Kyaw Lin        | Singapore · Lâm Nghị Cường          |

### Nữ
| Nội dung             | Vàng                                                               | Bạc                                           | Đồng                                         |
| -------------------- | ------------------------------------------------------------------ | --------------------------------------------- | -------------------------------------------- |
| Trường quyền         | Singapore · Mai Vĩ Đình                                            | Myanmar · Oo Sandi                            | Việt Nam · Dương Thúy Vi                     |
| Đồng đội             | Myanmar · Myint Aye Thit Sar · Phyo Myat Thet Su Wai               | Singapore · Mui Zoe Wei Ting Zoe · Sin Min Li | Brunei · Woo Wai Sii Faustina · Lee Ying Shi |
| Barehand             | Malaysia · Chan Audrey Yee Jo · Chan Lu Yi · Cheah Aggie Ruey Shin | Myanmar · Mi Aint Mi · Oo Sandi               | Lào · Payai Her · Chuevue Naotuevue          |
| Nam quyền nữ         | Myanmar · Myint Aye Thit Sar                                       | Indonesia · Juwita Niza Wasni                 | Indonesia · Irmanto Ivana Ardelia            |
| Thái cực quyền       | Indonesia · Lindswell                                              | Việt Nam · Trần Thị Minh Huyền                | Malaysia · Chan Lu Yi                        |
| Compulsory taijiquan | Singapore · Trần Yên Ninh                                          | Malaysia · Chan Lu Yi                         | Singapore · Hà Lâm Anh                       |
| Thái cực kiếm        | Indonesia · Lindswell                                              | Singapore · Wee Ling En Valerie               | Malaysia · Ng Shin Yii                       |
| Đao thuật            | Việt Nam · Dương Thúy Vi                                           | Malaysia · Phoon Eyin                         | Malaysia · Aggie Cheah Ruey Shin             |
| Thương thuật         | Myanmar · Oo Sandi                                                 | Việt Nam · Dương Thúy Vi                      | Malaysia · Phoon Eyin                        |

## Xếp hạng huy chương
Key
| 1         | Singapore · | 6  | 3  | 3  | 12 |
| 2         | Việt Nam    | 4  | 4  | 3  | 11 |
| 3         | Indonesia   | 4  | 3  | 6  | 13 |
| 4         | Myanmar     | 3  | 3  | 1  | 7  |
| 5         | Malaysia    | 2  | 3  | 4  | 9  |
| 6         | Philippines | 1  | 4  | 1  | 6  |
| 7         | Brunei      | 0  | 0  | 2  | 2  |
| 7         | Lào         | 0  | 0  | 2  | 2  |
| Tổng cộng | Tổng cộng   | 20 | 20 | 26 | 62 |